# 汉官六种
汉官六种是东汉时期陆续产生的六部关于汉代官制仪式的著作的总称，包括《漢官》、《漢官解詁》、《漢官舊儀》、《漢官儀》、《漢官典職儀式選用》、《漢儀》。
班固《漢書·百官公卿表》继承周公《周官》，对当时的官职制度进行了记录。但其“仅列官府之目，未详分职之名”。因此出现了大量对官制进行详细解释的著作。《隋書·經籍志》即记载：“漢末，王隆、應劭等，以《百官表》不具，乃作《漢官解詁》、《漢官儀》等書。”《續漢書·百官志》也记录了汉朝官制，但司马彪为西晋人，距离汉朝已有时日。因此《漢官》等书比班固《表》更丰富、比司马彪《志》更原始，可以弥补其不足，拥有很高的史料价值，是秦汉官制仪式研究中不可或缺的珍贵资料。
后世学者相继对散佚不存的《漢官》等书分别进行了辑佚工作，其中清代孙星衍所辑录的《漢官六種》最为完整详实，六书也从此并称。

## 漢官
《隋书·經籍志》：“《漢官》五卷，應劭注。”作者和成书年代均不详。
内容主要记录各官职的吏属人数和品秩，附加记录了各郡郡治离首都洛阳的距离。

## 漢官解詁
《隋书·經籍志》：“《漢官解詁》三篇，漢新汲令王隆撰，胡廣注。”作于汉光武帝建武年间，原名《漢官篇》，是跟《凡将篇》、《急就篇》类似的小学作品；后胡广为其注释解诂。
由于原书小学形式的限制，精要却不够详细，因此主角地位逐渐被注释代替，正文基本散亡，胡广注却较多被征引。

## 漢官舊儀
《隋书·經籍志》：“《漢舊儀》四卷，衛敬仲撰。”
内容只记录了西汉的制度。除记录官制外，还花了相当篇幅来记录礼仪制度，因此在《隋书·經籍志》被归入仪注篇而非职官篇。除孙星衍汉官六种合辑本外，另有四库全书馆的单独辑本。
原名《漢舊儀》，后因记载中官制居多，陈振孙《直齋書錄解題》改称其为《漢官舊儀》，并列入职官类；马端临《文獻通考》亦从此。《永樂大典》与《四庫全書》用《漢官舊儀》之名，分类则列入政书类（典礼之属）。

## 漢官儀
《隋书·經籍志》：“《漢官儀》十卷，應劭撰。”建安二年，汉献帝迁至许都，“舊章堙沒，書記罕存”，应劭十分慨叹，故著此书。
《漢官儀》是六种汉官著作中最为系统、翔实的一部，最多为后世征引。

## 漢官典職儀式選用
《隋书·經籍志》：“《漢官典職儀式選用》二卷，漢衛尉蔡質撰。”常省称为“《漢官典藏》”、“《漢官典儀》”或“蔡質《漢官》”。
内容“雜記官制及上書謁見禮式”。

## 漢儀
《新唐書·藝文志》：“丁孚《漢官儀式選用》一卷。”丁孚为孙权时东吴太史令。原名《漢官儀式選用》，刘昭注《续汉志》时都称为“丁孚《漢儀》”。